# Dumnezeu: o amăgire
Dumnezeu: o amăgire este un best-seller din 2006 de non-ficțiune, scris de biologul englez Richard Dawkins, profesor la New College, Oxford și fost titular la Catedra Charles Simonyi pentru Înțelegerea Publică a Științei la Universitatea din Oxford.
În Dumnezeu: o amăgire, Dawkins susține că un creator supranatural, aproape cu siguranță, nu există și că credința într-un dumnezeu personal se califică drept o iluzie, pe care o definește ca o  convingere persistentă falsă în ciuda dovezilor puternic contradictorii. El este de acord cu declarația lui Robert Pirsig din Lila (1991) că, "atunci când o persoană suferă de o iluzie se numește nebunie. Când mulți oameni suferă de o iluzie se numește religie." Prin multe exemple, el explică faptul că nimeni nu are nevoie de religie pentru a fi moral și că rădăcinile religiei și ale moralității pot fi explicate în termeni non-religioși.
La începutul lunii decembrie 2006, a ajuns pe locul patru, pe Lista de bestselleruri cartonate de non-ficțiune a New York Times după nouă săptămâni pe listă. Mai mult de trei milioane de exemplare au fost vândute. Potrivit unui interviu din 2016 al lui  Dawkins cu Matt Dillahunty, o traducere arabă ilicită a acestei cărți a fost descărcată de 3 milioane de ori în Arabia Saudită. Cartea a atras comentarii pe scară largă, cu multe cărți scrise ca răspuns.

## Fundal
Dawkins a argumentat împotriva explicațiilor creaționiste ale vieții, în lucrările sale anterioare privind evoluția. Subiectul din Ceasornicarul orb, publicată în 1986, este că evoluția poate explica proiectul aparent în natură. În "Dumnezeu: o amăgire" el se concentrează direct pe o gamă mai largă de argumente folosite pro și contra credinței în existența unui zeu (sau a zeilor).
Dawkins se identifică în mod repetat ca ateu, în timp ce, de asemenea, subliniază că, într-un sens, el este și  agnostic, deși "numai în măsura în care sunt agnostic despre zânele din spatele grădinii".
Dawkins dorea de mult timp să scrie o carte care să critice deschis religia, însă editorul său l-a sfătuit împotrivă. Până în anul 2006, editorul său a devenit interesat de idee. Dawkins atribuie această schimbare de gândire celor "patru ani ai lui Bush" (care "a spus literal că Dumnezeu i-a spus să invadeze Irakul"). În acea perioadă, un număr de autori, incluzând pe Sam Harris și Christopher Hitchens, care împreună cu Dawkins au fost numiți "Trinitatea nesfântă" de Robert Weitzel, au scris deja cărți care atacă religia în mod deschis. Potrivit companiei de comerț online cu amănuntul Amazon.co.uk din august 2007, cartea a fost cel mai bun best-seller din vânzările de cărți despre religie și spiritualitate, iar Dumnezeu nu este mare: Cum Religia Otrăvește Totul venind pe al doilea loc. Aceasta a dus la o creștere cu 50% în această categorie în cei trei ani care au urmat acestei date.

## Sinopsis
Dawkins dedică această carte lui Douglas Adams și citează romancierul: "Nu este suficient să vezi că o grădină este frumoasă fără a trebui să crezi că există și zâne în fundalul ei?":7 Cartea conține zece capitole. Primele câteva capitole pledează în favoarea faptului că aproape sigur nu există Dumnezeu, în timp ce în restul cărții se discută despre religie și moralitate.
Dawkins scrie că "Dumnezeu: o amăgire" conține patru mesaje "de creștere a conștiinței":
1. Ateiștii pot fi fericiți, echilibrați, morali și împliniți intelectual.
2. Selecția naturală și teoriile științifice similare sunt superioare unei "ipoteze a lui Dumnezeu" - iluzia designului inteligent - în explicarea lumii vii și a cosmosului.
3. Copiii nu trebuie să fie etichetați prin religia părinților lor. Termeni precum "copil catolic" sau "copil musulman" ar trebui să-i facă pe oameni să se înfioare.
4. Ateii ar trebui să fie mândri, nu apologetici, deoarece ateismul este dovada unei minți sănătoase, independente .[4]

### "Ipoteza lui Dumnezeu"
Capitolul unu, "Un profund necredincios", încearcă să clarifice diferența dintre ceea ce Dawkins numește "religia einsteiniană" și "religia supranaturală". El observă că prima include referințe cvasi-mistice și panteiste la Dumnezeu în lucrarea fizicienilor precum Albert Einstein și Stephen Hawking și descrie acest panteism ca fiind "ateismul cosmetizat". În schimb, Dawkins se confruntă cu teismul prezent în religii precum creștinismul, islamul și hinduismul. Existența propusă a acestui Dumnezeu intervenționist, pe care Dawkins o numește "Ipoteza lui Dumnezeu", devine o temă importantă în carte. El susține că existența sau inexistența lui Dumnezeu este un fapt științific despre univers, care poate fi descoperit în principiu, dacă nu și în practică.
Dawkins rezumă principalele argumente filozofice privind existența lui Dumnezeu, și supune argumentul proiectului la o atenție mai mare. Dawkins conchide că evoluția prin selecție naturală poate explica aparența de proiect în natură.
El scrie că una dintre cele mai mari provocări pentru intelectul uman a fost explicarea "modului în care a apărut în univers, designul complex și improbabil " și sugerează că există două explicații concurente:
1. O ipoteză care implică un designer, adică o ființă complexă, care să explice complexitatea pe care o vedem.
2. O ipoteză, cu teorii de susținere, care explică cum, din origini și principii simple, poate apărea ceva mai complex.

Aceasta este structura fundamentală a argumentului său împotriva existenței lui Dumnezeu, gambitul ultimului Boeing 747T, unde el argumentează că prima încercare este auto-respingerea, iar a doua abordare este calea de urmat.
La sfârșitul capitolului 4 ("De ce aproape cu certitudine nu există Dumnezeu"), Dawkins își rezumă argumentul și afirmă: "Tentația [de a atribui proiectarea aparentă proiectării de fapt] este una falsă, deoarece ipoteza proiectului ridică imediat întrebarea, mai complicată despre cine l-a proiectat pe proiectant. Problema cu care am început, a fost aceea a explicării improbabilității statistice. Evident că nu este o soluție a postula ceva și mai improbabil." În plus, capitolul 4 afirmă că alternativa la ipoteza proiectului nu este șansa, ci selecția naturală.
Dawkins nu pretinde că îl dezaprobă pe Dumnezeu cu o certitudine absolută. În schimb, el sugerează ca un principiu general că explicațiile mai simple sunt preferate (vezi briciul lui Occam) și că un Dumnezeu omniscient sau omnipotent trebuie să fie extrem de complex (Dawkins argumentează că este logic imposibil, ca un Dumnezeu să fie simultan omniscient și omnipotent). Ca atare, el susține că teoria unui univers fără Dumnezeu este preferabilă teoriei unui univers cu un Dumnezeu.

### Religia și moralitatea
A doua jumătate a cărții începe prin a explora rădăcinile religiei și de a căuta o explicație pentru ubicuitatea ei dincolo de culturile umane. Dawkins pledează pentru "teoria religiei ca produs secundar accidental – un rateu al unui lucru util", ca de exemplu angajarea minții în atitudinea intențională. Dawkins sugerează că teoria memelor și susceptibilitatea umană la memele religioase, în particular, pot explica modul în care religiile s-ar putea răspândi ca "virusuri ale minții" în societăți.
El abordează apoi subiectul moralității, susținând că nu avem nevoie de religie ca să fim buni. În schimb, moralitatea noastră are o explicație darwiniană: genele altruiste, selectate prin procesul de evoluție, dau oamenilor empatie naturală. El întreabă: "ați comite crimă, viol sau jaf, dacă ați ști că nu există Dumnezeu?" El susține că foarte puțini oameni ar răspunde "da", subminând afirmația, că religia este necesară pentru a ne face să ne comportăm moral. În sprijinul acestei concepții, el studiază istoria moralității, argumentând că există un Zeitgeist moral care evoluează în mod continuu în societate, în general progresând spre liberalism. În timp ce progresează, acest consens moral influențează modul în care liderii religioși interpretează scrierile lor sfinte. Astfel, Dawkins afirmă că moralitatea nu provine din Biblie, ci progresul nostru moral informează ce parte din Biblie acceptă sau resping creștinii acum.

### Alte teme
Dumnezeu: o amăgire nu este doar o apărare a ateismului, ci și o ofensivă împotriva religiei. Dawkins vede religia ca subminând știința, favorizând fanatismul, încurajând bigotismul împotriva homosexualilor și influențând societatea în alte moduri negative. Dawkins consideră religia ca o "forță divizoare" și ca o "etichetă pentru vrăjmășie și vendetă în grup / în afara grupului".
El este cel mai indignat de învățarea religiei în școli, pe care el o consideră a fi un proces de îndoctrinare. El echivalează educația religioasă a copiilor de către părinți și de către profesorii din școlile religioase cu o formă de abuz mental. Dawkins consideră etichetele "copil musulman" sau "copil catolic" la fel de greșit aplicate ca  descrierile "copil marxist" sau "copil Tory", deoarece, se întreabă cum un copil poate fi considerat suficient de matur pentru a avea astfel de vederi independente asupra cosmosului și locul umanității în univers.
Cartea se încheie cu întrebarea dacă religia, în ciuda presupuselor sale probleme, umple "un gol foarte necesar", oferind mângâiere și inspirație celor care au nevoie de ea. Potrivit lui Dawkins, aceste nevoi sunt mult mai bine umplute de mijloace non-religioase, cum ar fi filosofia și știința. El sugerează că o viziune ateistă asupra lumii este o afirmare a vieții într-un mod în care religia, cu „răspunsurile” sale nesatisfăcătoare la misterele vieții, nu ar putea fi niciodată. O anexă oferă adrese pentru cei "care au nevoie de sprijin în evadarea de religie".

## Recepție critică
Cartea a provocat un răspuns imediat, pozitiv și negativ și a fost publicată cu susținere din partea unor oameni de știință, cum ar fi laureatul Nobel și co-descoperitorul structurii ADN-ului James D. Watson, psihologul  Steven Pinker de la Harvard, precum și a iluzioniștilor și scriitorilor de ficțiune Penn și Teller. Metacritic a raportat un scor mediu al cărții de 59 din 100. Cartea a fost nominalizată pentru cea mai bună carte la British Book Awards, unde Richard Dawkins a fost numit Autor al anului. Cu toate acestea, cartea a primit recenzii mixte de la critici, inclusiv comentatori religioși și ateiști. În London Review of Books, Terry Eagleton l-a criticat pe Richard Dawkins pentru că nu a făcut cercetări adecvate temei muncii sale, a religiei și a folosit eroarea logică a  omului de paie pentru a da valabilitate argumentelor sale împotriva teismului.
Teologul de la Oxford, Alister McGrath (autor al cărții Dawkins: o amăgire și al cărții Dumnezeul lui Dawkins), susține că Dawkins ignoră teologia creștină și, prin urmare, nu poate să se implice în mod inteligent în religie și credință. Ca răspuns, Dawkins întreabă "Trebuie să studiezi Leprechaunologie înainte de a nu crede în Leprechaun?" și - în ediția pe hârtie a cărții "Dumnezeu: o amăgire" - se referă la biologul american PZ Myers, care a satirizat acest tip de argument ca "Răspunsul lui Courtier". Dawkins a avut o dezbatere extinsă cu McGrath la Festivalul literar Sunday Times din 2007.
Teologul ortodox estic David Bentley Hart spune că Dawkins "a dedicat mai multe pagini în Dumnezeu: o amăgire unei discuții despre "Cinci căi" ale lui Thomas Aquinas, dar niciodată nu s-a gândit să se folosească de serviciile unui erudit în gândirea antică și medievală care ar fi putut să-i explice ... Ca urmare, el nu numai că interpretează greșit cele cinci căi din declarația cuprinzătoare a lui Thomas ca motivație pentru care ar trebui să credem în Dumnezeu, ceea ce cu siguranță ele nu sunt, dar ajunge să denatureze complet logica fiecăreia dintre ele, la nivelurile cele mai de bază."
Filosoful creștin Keith Ward, în cartea sa din 2006, "Este religia periculoasă", susține opinia lui Dawkins și a altora, că religia este periculoasă din punct de vedere social. Eticianul Margaret Somerville, a sugerat că Dawkins "supraestimează cazul împotriva religiei", în special rolul său în conflictul uman.

Mulți dintre apărătorii lui Dawkins susțin că criticii în general înțeleg greșit punctul său real de vedere. În timpul unei dezbateri la Hong Kong Radio 3, David Nicholls, scriitor și președinte al Fundației Ateiste din Australia, a reiterat părerile lui Dawkins că religia este un aspect "inutil" al problemelor globale. Dawkins susține că "existența lui Dumnezeu este o ipoteză științifică ca oricare alta". El nu este de acord cu principiul lui Stephen Jay Gould privind autorității nesuprapuse (NOMA). Într-un interviu acordat revistei Time, Dawkins a spus:
Cred că compartimentele separate ale lui Gould, erau un joc pur politic pentru a câștiga oameni religioși de la mijlocul drumului, pentru tabăra științifică. Dar este o idee total lipsită de conținut. Există o mulțime de domenii ale științei în care religia se bagă fără a avea competență. Orice credință în miracole este evident contradictorie nu numai cu faptele științei, ci cu spiritul științei.
Astrofizicianul Martin Rees a sugerat că atacul lui Dawkins asupra principalelor religii este nefolositor. În ceea ce privește afirmația lui Rees din cartea sa "Habitatul nostru cosmic" că "aceste întrebări se află dincolo de știință, dar sunt în domeniul filozofilor și teologilor", Dawkins întreabă "ce expertiză pot aduce teologii unor întrebări cosmologice profunde pe care oamenii de știință nu o pot aduce?" În altă parte, Dawkins a scris că "este cu totul altceva, între credința cuiva, pe  care este pregătit să o apere prin citare de dovezi și logică și o credință care nu este susținută decât de tradiție, de autoritate sau de revelație"

### Dezbatere
La 3 octombrie 2007, John Lennox, profesor de matematică la Universitatea din Oxford, a dezbătut public cu Richard Dawkins la Universitatea Alabama  din Birmingham, părerile lui Dawkins exprimate în Dumnezeu: o amăgire și validitatea lor raportată la credința creștină. "Dezbaterea Dumnezeu: o amăgire" a marcat prima vizită a lui Dawkins în Sudul Vechi și prima discuție semnificativă asupra acestei chestiuni în "Centura Biblică". Evenimentul s-a desfășurat cu casa închisă, iar Wall Street Journal l-a numit "o revelație: în Alabama, o dezbatere civilizată asupra existenței lui Dumnezeu."  Dawkins a dezbătut pentru a doua oară cu Lennox la Muzeul de istorie naturală din Universitatea Oxford în octombrie 2008. Dezbaterea a fost intitulată "A îngropat știința pe Dumnezeu?", în care Dawkins a spus că, deși nu ar accepta acest lucru, ar putea fi aduse argumente rezonabile, convingătoare în favoarea "unui dumnezeu deistic, un fel de zeu al fizicianului, unui dumnezeu al unui om ca Paul Davies, care a inventat legile fizicii, zeul matematician, zeul care a pus împreună cosmosul în primul rând și apoi s-a retras și a văzut întâmplându-se totul" dar nu pentru un dumnezeu teistic. 

### Recenzii și răspunsuri
- Alvin Plantinga: Confuzia lui Dawkins[56]
- Anthony Kenny: Cunoaștere, credință și crez [57]
- Thomas Nagel: Frica de religie [58]
- Michael Ruse: Chicago Journals Review [59]
- Richard Swinburne: Răspuns lui Richard Dawkins [60]
- Alister McGrath și Joanna Collicutt McGrath: Dawkins: o amăgire? [61]
- H. Allen Orr: Misiunea de a converti [62]
- Terry Eagleton: Revizuirea cărților la Londra, Fandare, Încălzirea brațelor, Ratarea țintei [63]
- Antony Flew: Recenzia  Dumnezeu: o amăgire [64] – Răspunsul lui Dawkins [65]
- Murrough O'Brien de la The Independent: Ceainicul nostru care ești în ceruri [66] – Dawkins răspunde: Trebuie să citești Leprechaunologie înainte de a nu crede în Leprechaun?  [67]
- Marilynne Robinson: Recenzia Dumnezeu: o amăgire, Revista Harper’s 2006 [68]
- Simon Watson: "Richard Dawkins Dumnezeu: o amăgire și Fundamentalismul ateu ", în Antropoietică: Jurnalul Antropologiei Generatoare (primăvara anului 2010) [69]
- William Lane Craig: "Dawkins: o amăgire", articol web extras din Făcând față critici creștinătății [70]

### Vânzări
Până în ianuarie 2010, versiunea în limba engleză a "The God Delusion" s-a vândut în peste 2 milioane de exemplare. Până în septembrie 2014, a crescut la 3 milioane de exemplare. A fost clasată pe locul al doilea pe lista de bestsellere a Amazon.com din noiembrie 2006.
A rămas pe listă pentru 51 de săptămâni până la 30 septembrie 2007. Versiunea germană, intitulată "Der Gotteswahn", s-a vândut în peste 260.000 de copii până în 28 ianuarie 2010. Dumnezeu: o amăgire a fost tradusă în 35 de limbi.

### Răspuns prin cărți
Criticii au reacționat puternic la argumentele lui Dawkins, iar multe cărți au fost scrise ca răspuns la Dumnezeu: o amăgire. De exemplu:
- Amăgirea Necuratului, de David Berlinski
- Îngerul lui Darwin, de John Cornwell
- Groparul lui Dumnezeu: Știința l-a îngropat pe Dumnezeu?, de John Lennox (Oxford: Lion, 2009)
- Dawkins: o amăgire?, de Alister McGrath și Joanna Collicutt McGrath

## Repercusiuni juridice în Turcia
În Turcia, unde cartea s-a vândut în cel puțin 6.000 de exemplare, un procuror a lansat o investigație cu privire la faptul dacă "Dumnezeu: o amăgire" a fost "un atac asupra valorilor sfinte", în urma unei plângeri din noiembrie 2007. Dacă va fi găsit vinovat, editorul și traducătorul turc , Erol Karaaslan, riscă o pedeapsă cu închisoarea pentru instigare la ură religioasă și insultă adusă valorilor religioase. În aprilie 2008, instanța a achitat inculpatul. Prin excluderea necesității de a confisca copii ale cărții, judecătorul care a prezidat completul de judecată a declarat că interzicerea acesteia "ar limita fundamental libertatea de gândire".
Site-ul lui Dawkins, richarddawkins.net, a fost interzis în Turcia mai târziu în acel an, după reclamațiile făcute de creaționistul Adnan Oktar (Harun Yahya) pentru presupusă defăimare. Până în iulie 2011, interdicția a fost ridicată.

## Ediții

### engleză
Lista edițiilor în limba engleză:
- en  The God Delusion, ediția cartonată, Bantam Press, 2006.
  - The God Delusion, ediția broșată (cu o prefață nouă de Richard Dawkins), Black Swan, 2007.
  - The God Delusion, ediția a 10-a aniversară (cu o nouă introducere de Richard Dawkins și postfață de Daniel Dennett), Black Swan, 2016.

### Traduceri
Cartea a fost tradusă oficial în mai multe limbi, cum ar fi spaniolă, germană, italiană și turcă. Dawkins a promovat, de asemenea, traduceri neoficiale ale cărții în limbi precum araba și bengaleza. Există, de asemenea, traduceri în telugu și tamil ale cărții.
Lista neexhaustivă a edițiilor internaționale:
- el  Η περί Θεού αυταπάτη, tradusă de Maria Giatroudaki, Panagiotis Delivorias, Alekos Mamalis, Nikos Ntaikos, Kostas Simos, Vasilis Sakellariou, 2007 (ISBN: 978-960-6717-07-9).
- pt  Deus, um Delírio, tradusă de Lígia Rodrigues, Maria João Camilo, Lançamento, 2007 (ISBN: 978-972-46-1758-9).
- sv  Illusionen om Gud, tradusă de Margareta Eklöf, Stockholm: Leopard, 2007 (ISBN: 9789173431767).
- tr  Tanri Yanilgisi, tradusă de Tnc Bilgin, Kuzey Yayinlari, 2007 (ISBN: 9944315117).
- hr  Iluzija o Bogu, tradusă de Žarko Vodinelić, Zagreb: Izvori, 2007 (ISBN: 0-618-68000-4).
- de  Der Gotteswahn Taschenbuch, tradusă de Sebastian Vogel, Ullstein Taschenbuch, 2008 (ISBN: 3548372325).
- fr  Pour en finir avec Dieu, tradsuă de Marie-France Desjeux-Lefort, 2008 (ISBN: 9782221108932).
- it  L'illusione di Dio: Le ragioni per non credere Copertina flessibile, tradusă de L. Serra, Oscar saggi, 2008 (ISBN: 8804581646).
- ru  Бог как иллюзия, 2008 (ISBN: 978-5-389-00334-7).
- Format:Ta icon கடவுள் ஒரு பொய் நம்பிக்கை, tradusă de G. V. K. Aasaan, Dravidar Kazhagam, 2009 (ISBN: 9788189788056).[85]
- es  El Espejismo De Dios, tradadusă de Natalia Pérez-Galdós, Divulgación, 2013 (ISBN: 8467031972).
- lv  Dieva delūzija, 2014 (ISBN: 9789934115202).
- (Slovak) Boží blud, tradusă de Jana Lenzová, Bratislava: Citadella, 2016 (ISBN: 978-80-89628-66-7)
- ro  Dumnezeu: o amăgire, Ediția a II-a revizuită și completată (ediția I: Himera credinței în Dumnezeu), tradusă de Victor Godeanu,2012, (ISBN: 978-606-588-320-8).

## Interviuri
- "Monstrul Zburător de Spaghete”, interviu cu Steve Paulson, Salon.com, 13 octombrie 2006
- "Dumnezeu vs. știință Arhivat în 23 august 2013, la Wayback Machine.", discuție cu Francis Collins, TIME, 13 noiembrie 2006
- "Dumnezeu o amăgire", interviu cu George Stroumboulopoulos, The Hour, 5 mai 2007
- "Dumnezeu ... cu alte cuvinte Arhivat în 30 mai 2010, la Wayback Machine.", interviu cu Ruth Gledhill, The Times, 10 mai 2007
- "Richard Dawkins: Un argument pentru ateism", interviu cu Terry Gross, Fresh Air, 7 martie 2008